# The Girlfriend Experience (drag queen)
The Girlfriend Experience (o simplemente Girlfriend), anteriormente conocida como Berlin Stiller, es el nombre artístico de Berlin Le Bon, una artista drag y activista por los derechos trans nacida en Alemania y radicada en Canadá que apareció en la primera temporada de Canada's a Drag y compitió en la cuarta temporada de Canada's Drag Race.

## Biografía
Berlin Le Bon nació en Alemania. Fue criada en Vancouver, en la Columbia Británica, y Alemania, por su madre y su padre, respectivamente.
Cuando era adolescente, su madre la echó de su casa cuando se descubrió que asistía a bares gays. Luego comenzó a actuar como drag queen bajo el nombre artístico Berlin Stiller en Davie Street en Vancouver mientras trabajaba a tiempo parcial en un McDonald's local. Volvió a conectar con su madre después de un año actuando como drag, lo que la motivó a dejar el alcohol.

### Carrera artística
En 2014, bajo el nombre de Berlin M. Stiller, apareció en el videoclip de Pandora Boxx, de la canción titulada «Different», junto a otras artistas como Joey Vanity, Samantha Mack, Burns the Dragon, Pony Boy y Michael Venus. A inicios de 2023, produjo un espectáculo drag formado completamente por personas trans en Vancouver.
The Girlfriend Experience compitió en la cuarta temporada de Canada's Drag Race. Fue la segunda concursante en ser eliminada. En el programa, ella y su compañero concursante Denim mencionaron que los términos "AFAB" y "AMAB" (asignado mujer al nacer y asignado hombre al nacer, respectivamente del inglés assigned female at birth y assigned male at birth) puede ser transfóbicos cuando se usan para categorizar a artistas drag. En el tercer episodio de la temporada fue nominada para eliminación junto a las también concursantes Kiki Coe y Kitten Kaboodle. Tras una batalla de lip sync por permanecer en el programa finalmente el jurado decidió que The Girlfriend Experience sería la eliminada.
Como modelo ha desfilado en diversas pasarelas internacionales como la New York Fashion Week y la Tokyo Fashion Week.

### Vida personal
Berlin Le Bon es una mujer trans. Documentó su transición a través de sus redes sociales, con el propósito de ayudar a cualquier persona en una situación similar. Actualmente reside en Vancouver. Usa los pronombres she/her en y fuera de drag.

## Filmografía

### Televisión
- Canada's a Drag
- Canada's Drag Race (cuarta temporada)

### Videoclips
- Different (2014), de Pandora Boxx